# 上华镇
上华镇是中国广东省汕头市澄海区下辖的一个镇。面积21.37平方公里，户籍人口3.4万人，下辖18个行政村。

## 行政区划
- 渡头村、下陈村、菊池村、南界村、蔡厝村、太蛟村、横陇村、蛟头叶村、陇尾村、东林头村、沙坝村、东林美村、涵吕村、下溪东村、云乔村、岛门村、山边村、湖心村

## 交通
- G010 汕汾高速公路